# Indice di biodiversità lichenica

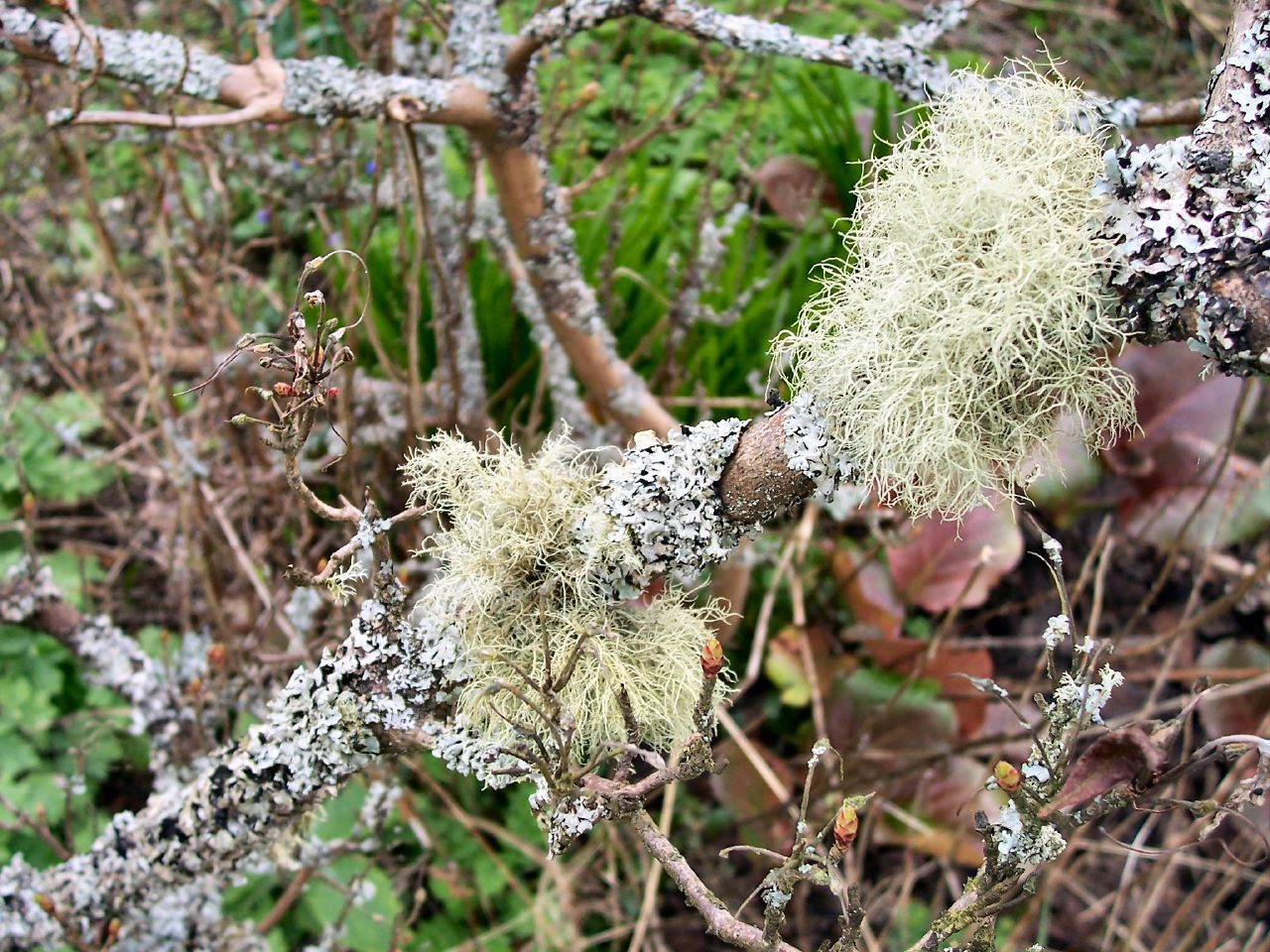
Licheni fogliosi e fruticosi

L'indice di biodiversità lichenica è un indicatore biologico utilizzato per valutare il livello di inquinamento atmosferico. Il parametro viene calcolato misurando il numero di specie di licheni presenti per unità di superficie. Viene sfruttato il fatto che la biodiversità dei licheni decade rapidamente in presenza di sostanze gassose fitotossiche e torna normale in pochi anni se le condizioni migliorano. In genere i licheni presi in considerazione sono quelli epifiti, cioè quelli che crescono sul tronco degli alberi. Ciò consente di escludere altri fattori non causati dall'inquinamento, come la capacità idrica, che risultano maggiormente variabili per i licheni che crescono su pietra. I luoghi in cui vengono effettuati questi studi sono le città, le aree di interesse naturalistico e quelle con attività antropiche alteranti. Il metodo è nato in Svizzera negli anni Ottanta e successivamente si è esteso ad altri Paesi, in particolare Italia e Germania.